# Paraliparis grandis
Paraliparis grandis är en fiskart som beskrevs av Schmidt, 1950. Paraliparis grandis ingår i släktet Paraliparis och familjen Liparidae. Inga underarter finns listade i Catalogue of Life.